# RR Pictoris
RR Pictoris a explodat în constelația Pictor în 1925 cu magnitudine 1.2 si a revenit la forma inițială timp de 150 de zile cu magnitudine 3.Azi are o magnitudine de 9.
Steaua se află la o distanță de  circa Elle est distante 1.670 al de Pământ.

## Coordonate delimitative
Ascensie dreaptă: 06h 35m 36s.25
Declinație: −62° 38' 22".0